# Anemarrhena asphodeloides
Anemarrhena asphodeloides је монокотиледона биљна врста из фамилије Asparagaceae, којој се у неким класификационим схемама даје статус засебне фамилије (Anemarrhenaceae). Биљка садржи стероидни сапогенин сарсасапогенин, као и ксантоидин мангиферин. Користи се у традиционалној кинеској медицини.